# Красная книга Забайкальского края
Красная книга Забайкальского края (ранее, Красная книга Читинской области и Агинского Бурятского автономного округа) — официальный документ, содержащий аннотированный список редких и находящихся под угрозой исчезновения животных, растений и грибов Забайкальского края (Читинской области и Агинского Бурятского автономного округа), сведения о их состоянии и распространении, а также необходимых мерах охраны.
Созданию Красной книги предшествовало создание списка редких и исчезающих видов фауны Забайкалья, подготовленного в 1988 году сотрудниками Забайкальского педагогического университета. В 1998 году было принято Постановление Читинской областной Думы (06.11.1998 № 241) «О Красной книге Читинской области» В составлении первого издания Красной книги («Красная книга Читинской области и Агинского Бурятского автономного округа». 2000 год) приняли участие сотрудники заповедников Сохондинский и Даурский, Читинского института природных ресурсов СО РАН, Забайкальского педагогического университета и других НИИ.
В 2008 году был принят Закон Забайкальского края «О Красной книге Забайкальского края» (от 29 декабря 2008 года № 115-ЗЗК), на основании которого в 2012 году было опубликовано второе издание Красной книги.

## Издание

### Первый Том
В первое издание Красной книги Читинской области и Агинского Бурятского автономного округа, вышедшее в 2000 году включены 163 вида животных, в том числе 67 видов насекомых, 2 вида моллюсков (жемчужница даурская, миддендорфова перловица монгольская), 7 видов рыб (амурский осётр, байкальский осётр, калуга, таймень, даватчан и другие), 1 — земноводных (дальневосточная квакша), 4 — пресмыкающихся (монгольская ящурка, узорчатый полоз, восточный щитомордник, обыкновенный уж), 57 — птиц и 25 видов млекопитающих.
Во второе издание Красной книги (2012) было включено 205 таксонов, в том числе 24 вида моллюсков, 75 видов насекомых, 14 — рыб, 1 — земноводных, 4 — пресмыкающихся, 66 — птиц, и 21 вид млекопитающих.

### Растения
В 2010 году издано Постановление правительства Забайкальского края «Об утверждении Перечня объектов растительного мира, занесенных в Красную книгу Забайкальского края» (№ 52, 16.02.2010), в который включены 21 вид грибов, 26 — мохообразных, 27 — лишайников, 4 — плаунообразных, 6 — папоротникообразных, 2 — голосеменных и 148 видов цветковых.

### Категории охраны
Категории охраны видов, включённых в Красную книгу Забайкалья, имеют следующие обозначения:
0 — вероятно исчезнувшие
1 — находящиеся под угрозой исчезновения
2 — сокращающиеся в численности
3 — редкие виды
4 — виды неопределённого статуса
5 — восстанавливаемые и восстанавливающиеся виды

## Списки видов
В списках представлены виды животных, растений и грибов, включенных в издания 2012 (животные) и 2017 (растения и грибы) года. В скобках указана категория охраны.

### Животные
- Dahurinaia prozorovae — Жемчужница Прозоровой (2)
- Dahurinaia dahurica — Даурская жемчужница (2)
- Dahurinaia usuriensis  — Жемчужница уссурийская (2)
- Dahurinaia tiunovae — Жемчужница Тиуновой (2)
- Dahurinaia transbaicalica — Жемчужница забайкальская (2)
- Dahurinaia laevis — Жемчужница гладкая (1)
- Unio pictorum — Обыкновенная перловица (1)
- Unio tumidus — Клиновидная перловица (1)
- Unio crassus — Толстая перловица (1)
- Nodularia middendorffi — Миддендорфова нодулярия (2)
- Nodularia flavoviridis  — Золотисто-зеленая нодулярия (3)
- Middendorffinaia mongolica — Монгольская миддендорффиная (2)
- Cristaria herculea — Гигантская кристария (2)
- Anemina fuscoviridis — Анемина буро-зеленая (2)
- Anemina shadini — Анемина Жадина (1)
- Anemina buldowskii — Анемина Бульдовского (1)
- Sinanodonta licharevi — Синанодонта Лихарева (2)
- Sinanodonta amurensis — Амурская синанодонта (2)
- Amuranodonta boloniensis — Болоньская амуранодонта (2)
- Amuranodonta lomakini — Амуранодонта Ломакина (2)
- Amuranodonta kijaensis — Кийская амуранодонта (3)
- Amuranodonta sitaensis — Ситская амуранодонта (3)
- Amuranodonta parva — Малая амуранодонта (3)
- Amuranodonta pulchra — Изящная амуранодонта (3)

- Paracercion v-nigrum — Стрелка v-черное (3)
- Anisogomphus maacki — Дедка Маака (3)
- Anax parthenope — Дозорщик июльский (3)
- Somatochlora sahlbergi — Бабка Зальберга (3)
- Somatochlora alpestris — Бабка альпийская (3)
- Pantala flavescens — Бродяжка рыжая (3)
- Deracanthella aranea — Кузнечик бородавчатый (3)
- Gampsocleis gratiosa — Кузнечик изящный (3)
- Conocephalus beybienkoi — Мечник Бей-Биенко (3)
- Conocephalus chinensis — Мечник китайский (3)
- Haplotropis brunneriana — Кобылка Брюннера (3)
- Mantispa lobata — Мантиспа скорлупчатая (3)
- Cicindella sachalinensis — Скакун сахалинский (3)
- Carabus dorogostaiskii — Жужелица Дорогостайского (4)
- Carabus glyptopterus — Жужелица драгоценнокрылая (3)
- Carabus smaragdinus  — Жужелица изумрудная (3)
- Reflexisphodrus formosus — Рефлексисфодрус красивый (4)
- Ceratophyus dauricus — Землерой даурский (4)
- Trematodes tenebrioides — Трематодес чернотелковидный (3)
- Osmoderma davidis — Отшельник дальневосточный  (3)
- Gnorimus subopacus — Восковик-пестряк темноватый (3)
- Cetonia viridiopaca — Бронзовка темно-зеленая (3)
- Aiolocaria hexaspilota — Божья коровка удивительная (4)
- Meloe auripictus — Майка золотистая (4)
- Abia semenoviana — Абия прибайкальская  (3)
- Vespa dybowskii — Шершень Дыбовского (3)
- Panorpa orientalis — Скорпионница восточная (3)
- Syrichtus protheon — Толстоголовка протеон (4)
- Erynnis montanus — Толстоголовка горная (1)
- Parnassius apollo — Аполлон обыкновенный  (3)
- Parnassius bremeri — Аполлон Бремера (3)
- Parnassius phoebus — Аполлон феб (3)
- Parnassius eversmanni — Аполлон Эверсманна (3)
- Sinoprinceps xuthus — Парусник ксут (4)
- Achillides maackii — Парусник Маака (4)
- Aporia hippia — Белянка барбарисовая дальневосточная (4)
- Colias hecla ssp. viluiensis  — Желтушка вилюйская (3)
- Kirinia epimenides — Бархатница эпименид (3)
- Athymodes nycteis — Переливница никтеис, или ильмовая (3)
- Apatura metis — Переливница замещающая (4)
- Neptis thisbe — Пеструшка тисба (3)
- Melitaea romanovi — Шашечница Романова (4)
- Neozephyrus japonicus — Зефир японский, или ольховый (3)
- Favonius taxila — Зефир таксила (1)
- Favonius cognatus — Зефир широкополосый, или уссурийский (1)
- Japonica lutea — Зефир желтый (1)
- Fixsenia herzi — Хвостатка Герца (4)
- Nordmannia latior — Хвостатка сливовая восточная (3)
- Neolycaena davidi — Голубянка-неолицена Давида  (4)
- Thersamonolycaena violaceus — Червонец фиолетовый (4)
- Niphanda fusca — Нифанда темная (4)
- Phengaris kurentzovi — Голубянка Куренцова (3)
- Phengaris alcon — Голубянка алькон (3)
- Plebejidea cyane — Голубянка киана (3)
- Marumba gaschkewitschii — Бражник Гашкевича (3)
- Mimas christophi — Бражник Христофа (3)
- Callambulyx tatarinovii — Бражник Татаринова (3)
- Hemaris radians — Шмелевидка лучистая (3)
- Caligula boisduvalii — Павлиноглазка Буадюваля (3)
- Actias gnoma — Сатурния гнома (3)
- Phyllodesma jurii — Коконопряд Юрия Костюка (3)
- Neodaruma tamanukii — Совковидка Тамануки (3)
- Pterotes eugenia — Хохлатка евгения (3)
- Nossa palearctica — Hocca уссурийская (3)
- Dodia transbaikalensis — Медведица прозрачнокрылая забайкальская (3)
- Borearctia menetriesii — Медведица Менетрие (3)
- Acerbia alpina — Медведица альпийская (3)
- Grammia quenseli — Медведица Квензеля (3)
- Hyperborea czekanowskii — Медведица Чекановского (3)
- Sibirarctia buraetica — Медведица бурятская (3)
- Amurrhyparia leopardina — Медведица леопардовая (3)
- Chelis caecilia — Медведица цецилия (3)
- Victrix fabiani — Совка заповедная (3)
- Catocala dula  — Орденская лента дула (1)
- Catocala streckeri — Орденская лента Штрекера (4)

- Acipenser schrenckii  — Амурский осетр (0)
- Acipenser baerii stenorrhynchus — Восточносибирский, или длиннорылый осетр (1)
- Acipenser baerii baicalensis — Байкальский осетр (1)
- Huso dauricus — Калуга  (1)
- Salvelinus alpines erythrinus — Даватчан  (3)
- Hucho taimen — Обыкновенный таймень (1)
- Coregonus chadary — Сиг-хадары (1)
- Coregonus lavaretus pidschian — Сиг-пыжьян, сибирский сиг (2)
- Coregonus tugun — Тугун (4)
- Thymallus arcticus brevipinnis — Белый байкальский хариус (4)
- Pelteobagrus fulvidraco — Косатка-скрипун (4)
- Leiocassis ussuriensis — Косатка-плеть, уссурийская косатка (1)
- Cottus kesslerii arachlensis — Арахлейская песчаная широколобка (4)
- Mesocottus haitej — Амурская широколобка (2)

- Hyla japonica — Дальневосточная квакша (3)
- Eremias argus barbouri — Ящурка Барбура (3)
- Natrix natrix — Обыкновенный уж (3)
- Elaphe dione — Узорчатый полоз (3)
- Gloydius ussuriensis — Уссурийский щитомордник (4)

- Gavia arctica — Чернозобая гагара (3)
- Botaurus stellaris — Большая выпь (2)
- Ardea purpurea  — Рыжая цапля (3)
- Platalea leucorodia — Колпица (1)
- Ciconia boyciana — Дальневосточный аист (1)
- Ciconia nigra — Черный аист (1)
- Rufibrenta ruficollis — Краснозобая казарка (1)
- Anser anser — Серый гусь (2)
- Anser erythropus — Пискулька (1)
- Anser fabalis — Гуменник (2)
- Eulabeia indica — Горный гусь (1)
- Cygnopsis cygnoides — Сухонос (1)
- Cygnus cygnus — Лебедь-кликун (2)
- Cygnus bewickii — Малый лебедь (1)
- Anas poecilorhyncha — Черная кряква (2)
- Anas formosa — Клоктун (2)
- Anas falcata — Касатка (1)
- Aix galericulata — Мандаринка (1)
- Aythya baeri — Чернеть Бэра (1)
- Histrionicus histrionicus — Каменушка (4)
- Pandion haliaetus — Скопа (1)
- Pernis ptilorhynchus — Хохлатый осоед (4)
- Circus macrourus — Степной лунь (1)
- Circus cyaneus — Полевой лунь (2)
- Buteo hemilasius — Мохноногий курганник (3)
- Buteo lagopus — Зимняк (2)
- Aquila rapax — Степной орел (1)
- Aquila clanga — Большой подорлик (1)
- Aquila heliaca — Могильник (1)
- Aquila chrysaetos — Беркут (1)
- Haliaeetus albicilla — Орлан-белохвост (1)
- Aegypius monachus — Черный гриф (1)
- Falco rusticolus — Кречет (1)
- Falco cherrug — Балобан (1)
- Falco peregrinus — Сапсан (1)
- Falco naumanni — Степная пустельга (1)
- Grus japonensis — Японский журавль (1)
- Grus leucogeranus — Стерх (1)
- Grus grus — Серый журавль (3)
- Grus vipio — Даурский журавль (1)
- Grus monacha — Черный журавль (1)
- Anthropoides virgo — Красавка (1)
- Fulica atra  — Лысуха (1)
- Otis tarda — Дрофа (1)
- Himantopus himantopus — Ходулочник (1)
- Recurvirostra avosetta — Шилоклювка (1)
- Gallinago solitaria — Горный дупель (3)
- Numenius arquata — Большой кроншнеп (3)
- Numenius madagascariensis — Дальневосточный кроншнеп (1)
- Numenius phaeopus — Средний кроншнеп (3)
- Limosa limosa — Большой веретенник (3)
- Limnodromus semipalmatus — Азиатский бекасовидный веретенник (1)
- Larus relictus  — Реликтовая чайка (1)
- Hydroprogne caspia — Чеграва (1)
- Nyctea scandiaca — Белая сова (3)
- Bubo bubo — Филин (1)
- Riparia diluta — Бледная ласточка (3)
- Melanocorypha mongolica — Монгольский жаворонок (1)
- Troglodytes troglodytes — Крапивник (4)
- Bradypterus tacsanowskius — Сибирская пестрогрудка (4)
- Megalurus pryeri — Японская камышевка (1)
- Regulus regulus — Желтоголовый королек (2)
- Petronia petronia — Каменный воробей (2)
- Emberiza lydiae — Монгольская овсянка (3)
- Emberiza chrysophrys — Желтобровая овсянка (2)
- Emberiza aureola — Дубровник (2)

- Mesechinus dauuricus — Даурский еж (5)
- Crocidura suaveolens — Малая белозубка (3)
- Myotis mystacinus — Усатая ночница (4)
- Myotis brandti — Ночница Брандта (4)
- Myotis ikonnikovi — Ночница Иконникова (4)
- Myotis daubentoni — Водяная ночница (3)
- Plecotus auritus — Бурый ушан (3)
- Vespertilio superans — Восточный кожан (3)
- Lutra lutra — Речная выдра (1)
- Felis manul — Манул (5)
- Panthera pardus — Леопард (1)
- Panthera tigris — Тигр (1)
- Uncia uncia — Ирбис, или снежный барс (1)
- Procapra gutturosa — Дзерен (3)
- Ovis ammon — Горный баран, или архар (0)
- Ovis nivicola — Снежный баран (1)
- Marmota sibirica — Монгольский сурок, или тарбаган (3)
- Marmota camtschatica — Черношапочный сурок (2)
- Microtus mujanensis — Муйская полевка (3)
- Lemmus amurensis — Амурский лемминг (3)
- Myospalax psilurus — Маньчжурский цокор (3)

### Растения и грибы
- Salix gordejevii — Ива Гордеева (1)
- Corylus heterophylla  — Лещина разнолистная (1)
- Quercus mongolica — Дуб монгольский (1)
- Ulmus japonica — Ильм японский (2)
- Kalidium foliatum — Поташник олиственный (3)
- Atraphaxis frutescens — Курчавка кустарниковая (3)
- Claytonia udokanica — Клайтония удоканская (3)
- Lychnis fulgens — Зорька сверкающая (3)
- Nymphaea tetragona — Кувшинка четырехугольная (2)
- Paeonia lactiflora — Пион молочноцветковый (2)
- Paeonia anomala — Пион Марьин корень (2)
- Trollius uncinatus — Жарок крючковатый (3)
- Aquilegia amurensis — Водосбор амурский (3)
- Aquilegia atropurpurea — Водосбор темнопурпуровый (3)
- Aquilegia oxysepala — Водосбор острочашелистиковый (3)
- Cimicifuga dahurica — Клопогон даурский (3)
- Pulsatilla ajanensis — Прострел аянский (3)
- Ranunculus grayi — Лютик Грея (3)
- Atragene macropetala — Княжик крупнолепестковый (3)
- Atragene ochotensis — Княжик охотский (4)
- Adonis sibirica — Стародубка сибирская (2)
- Berberis sibirica — Барбарис сибирский (2)
- Menispermum dauricum — Луносемянник даурский (3)
- Corydalis paeoniifolia — Хохлатка пионолистная (3)
- Corydalis udokanica — Хохлатка удоканская (3)
- Borodinia tilingii — Бородиния Тилинга (3)
- Rhodiola pinnatifida — Родиола перистонадрезанная (3)
- Rhodiola quadrifida — Родиола четырехнадрезанная (3)
- Rhodiola rosea — Родиола розовая (3)
- Sorbus sibirica  — Рябина сибирская (3)
- Cotoneaster mongolicus — Кизильник монгольский (3)
- Potentilla adenotriсha  — Лапчатка железистоволосистая (3)
- Pentaphylloides davurica — Пятилистник даурский (4)
- Armeniaca sibirica — Абрикос сибирский (2)
- Sophora flavescens — Софора желтоватая (2)
- Lespedeza bicolor — Леспедеца двухцветная (3)
- Sphaerophysa salsula — Сферофиза солонцовая (3)
- Caragana jubata — Карагана гривастая (2)
- Glycyrrhiza uralensis — Солодка уральская (2)
- Astragalus miniatus  — Астрагал светло-красный (3)
- Astragalus frigidus — Астрагал холодный (4)
- Astragalus schelichovii — Астрагал Шелихова (3)
- Oxytropis kodarensis — Остролодочник кодарский (3)
- Oxytropis komarovii — Остролодочник Комарова (3)
- Oxytropis sylvatica — Остролодочник лесной (3)
- Oxytropis stukovii — Остролодочник Стукова (3)
- Oxytropis tompudae — Остролодочник томпудский (4)
- Oxytropis nigrescens — Остролодочник чернеющий (1)
- Oxytropis lasiopoda — Остролодочник волосистоножковый (1)
- Oxytropis lanata — Остролодочник шерстистый (3)
- Trifolium eximium — Клевер отменный (4)
- Dictamnus dasycarpus — Ясенец мохнатоплодный (3)
- Nitraria sibirica — Селитрянка сибирская (3)
- Euphorbia dahurica — Молочай даурский (3)
- Euphorbia karoi — Молочай Каро (3)
- Euphorbia fischeriana — Молочай Фишера (2)
- Securinega suffruticosa — Секуринега полукустарниковая (3)
- Euonymus maackii — Бересклет Маака (3)
- Euonymus sacrosancta  — Бересклет священный (1)
- Rhamnus davurica — Жостер даурский (3)
- Rhamnus erytroxylon — Жостер краснодревесный (3)
- Rhamnus piesjaukovae — Жостер Письяуковой (3)
- Elatine hydropiper — Повойничек водноперечный (3)
- Myricaria longifolia — Мирикария длиннолистная (3)
- Viola canina — Фиалка собачья (3)
- Lythrum intermedium — Дербенник промежуточный (3)
- Circaea lutetiana — Цирцея парижская (1)
- Trapa natans — Рогульник плавающий, или водяной орех (1)
- Phlojodicarpus villosus — Вздутоплодник волосистый (3)
- Phlojodicarpus sibiricus — Вздутоплодник сибирский (2)
- Rhododendron redowskianum  — Рододендрон Редовского (2)
- Rhododendron adamsii  — Рододендрон Адамса (3)
- Rhododendron aureum — Рододендрон золотистый (3)
- Phyllodoce соеrulea — Филлодоце голубая (3)
- Arctous alpina — Арктоус альпийская (3)
- Primula nivalis — Первоцвет снежный (3)
- Primula sieboldii — Первоцвет Зибольда (2)
- Limonium aureum — Кермек золотой (3)
- Dasystephana glauca — Сокольница сизая (3)
- Pulmonaria mollis — Медуница мягенькая (3)
- Anoplocaryum compressum — Бесшипник сжатый (3)
- Trigonotis radicans — Тригонотис укореняющийся (3)
- Scutellaria baicalensis — Шлемник байкальский (2)
- Dracocephalum argunense — Змееголовник аргунский (3)
- Dracocephalum grandiflorum — Змееголовник крупноцветковый (3)
- Dracocephalum stellerianum — Змееголовник Стеллера (3)
- Physochlaina physaloides — Пузырница физалисовая (3)
- Viburnum mongolicum — Калина монгольская (3)
- Viburnum sargentii — Калина Сарджента (3)
- Lonicera chrysantha — Жимолость золотистая (3)
- Adoxa orientalis — Адокса восточная (3)
- Actinostemma lobatum — Актиностемма лопастная (4)
- Campanula punctata  — Колокольчик точечный (3)
- Campanula uniflora — Колокольчик одноцветковый (3)
- Adenophora crispatа — Бубенчик курчавый (3)
- Platycodon grandiflorus — Ширококолокольчик крупноцветковый (2)
- Artemisia rutifolia — Полынь рутолистная (2)
- Turczaninowia fastigiata — Турчаниновия верхушечная (3)
- Arnica intermedia — Арника средняя (3)
- Tephroseris flammea — Пепельник пламенный (3)
- Ruppia maritima — Руппия морская (3)
- Caulinia flexilis — Каулиния гибкая (2)
- Brachypodium sylvaticum — Коротконожка лесная (3)
- Calamagrostis kalarica — Вейник каларский (3)
- Melica virgat — Перловник прутьевидный (1)
- Stipa klemenzii — Ковыль Клеменца (3)
- Enneapogon borealis — Девятибородник северный (3)
- Tripogon chinensis — Трехбородник китайский (2)
- Zizania latifolia — Цицания широколистная (2)
- Carex sabulosa — Осока песчаная (3)
- Carex malyschevii — Осока Малышева (3)
- Carex laxa — Осока рыхлая (3)
- Eleocharis parvula — Болотница маленькая (4)
- Rhynchospora alba — Очеретник белый (4)
- Hemerocallis minor — Красоднев малый (2)
- Gagea hiensis — Гусинолук гиенский (1)
- Tulipa uniflora — Тюльпан одноцветковый (1)
- Lilium pumilum — Лилия карликовая (2)
- Lilium pensylvanicum — Лилия пенсильванская (2)
- Lilium buschianum — Лилия Буша (2)
- Lilium pilosiusculum — Лилия саранка (2)
- Allium altaicum — Лук алтайский (2)
- Asparagus brachyphyllus — Спаржа коротколистная (3)
- Allium vodopjanovae  — Лук Водопьяновой (3)
- Allium condensatum — Лук густой (3)
- Allium neriniflorum — Лук нереидоцветный (2)
- Fritillaria dagana — Рябчик дагана (3)
- Fritillaria maximowiczii — Рябчик Максимовича (2)
- Convallaria keiskei — Ландыш Кейске (3)
- Iris ivanovae — Касатик Ивановой (3)
- Iris laevigata — Касатик сглаженный (3)
- Iris tenuifolia — Касатик тонколистный (3)
- Iris ventricosa — Касатик вздутый (3)
- Iris sanguinea — Касатик кроваво-красный (2)
- Cypripedium guttatum — Венерин башмачок капельный (2)
- Cypripedium calceolus — Венерин башмачок настоящий (3)
- Cypripedium macranthon — Венерин башмачок крупноцветковый (3)
- Cypripedium schanxiense — Венерин башмачок шансийский (2)
- Platanthera freynii  — Любка Фрейна (3)
- Platanthera tipuloides — Любка комарниковая (3)
- Platanthera bifolia — Любка двулистная (2)
- Ponerorchis pauciflora — Понерорхис малоцветковая (2)
- Neottianthe cucullata — Неоттианте клобучковая (3)
- Orchis militaris — Ятрышник шлемоносный (3)
- Listera savatieri — Тайник Саватье (2)
- Habenaria linearifolia — Поводник линейнолистный (3)
- Epipogium aphyllum — Надбородник безлистный (2)
- Calypso bulbosa — Калипсо луковичная (3)

- Ephedra dahurica — Хвойник даурский (3)
- Picea obovata — Ель сибирская (2)

- Botrychium boreale — Гроздовник северный (1)
- Onoclea sensibilis — Оноклея чувствительная (3)
- Matteuccia struthiopteris — Страусник обыкновенный, черная сарана (3)
- Dryopteris fragrans — Щитовник пахучий (2)
- Aleuritopteris argentea — Алевритоптерис серебристый (3)
- Salvinia natans — Сальвиния плавающая (1)

- Lycopodium lagopus — Плаун куропаточий (3)
- Lycopodium juniperoideum — Плаун можжевельниковый (3)
- Isoёtes echinospora — Полушник колючеспоровый (1)
- Selaginella helvetica — Плаунок щвейцарский (3)

- Amblyodon dealbatus — Амблиодон беловатый (2)
- Anomodon thraustus — Аномодон печальный (3)
- Herpetineuron toccoae — Герпетиневрон Токко (2)
- Aongstroemia orientalis — Онгстрёмия восточная (2)
- Arctoa fulvella — Арктоа красновато-бурая (3)
- Bartramia subulata — Бартрамия шиловидная (3)
- Conostomum tetragonum — Коностомум четырeхгранный (3)
- Brotherella yokohamae — Бротерелла иокогамская (2)
- Bryhnia brachycladula — Бриния коротковетвистая (2)
- Buxbaumia minakatae — Буксбаумия Минакаты (3)
- Coscinodon cribrosus — Косцинодон решетчатый (2)
- Jaffueliobryum latifolium — Жафюелиобриум широколистный (3)
- Desmatodon cernuus — Десматодон поникающий (2)
- Hyophila involuta — Хиофила (гиофила) завернутая (3)
- Leptodontium styriacum — Лептодонциум штирийский (3)
- Ditrichum pallidum — Дитрихум бледный (3)
- Ditrichum pusillum — Дитрихум крошечный (3)
- Entodon transbaicalensis — Энтодон забайкальский (4)
- Haplohymenium longinerve — Гаплогимениум длинножилковый (3)
- Iwatsukiella leucotricha — Ивацукиэлла беловолосковая (3)
- Lindbergia brachyptera — Линдбергия короткокрылая (3)
- Orthotrichum anomalum — Ортотрихум аномальный (3)
- Entosthodon hungaricus — Фискомитриум широкоустьевый (3)
- Physcomitrium martianovii — Фискомитриум Мартьянова (4)
- Rhizomnium andrewsianum — Ризомниум Эндрюса (3)
- Scouleria aquatica — Скаулерия водная (3)

- Asahinea scholanderi — Асахинеа Шоландера (3)
- Cetrariella fastigiata — Цетрариелла равновершинная (3)
- Masonhalea richardsonii — Мэйсонхэйлеа Ричардсона (3)
- Nephromopsis komarovii — Нефромопсис Комарова (3)
- Tuckneraria laureri — Тукнерария Лаурера (3)
- Cladonia kanewskii — Кладония Каневского (3)
- Cladonia nipponica — Кладонии японская (3)
- Coccocarpia erythroxyli — Коккокарпия краснодревесная (3)
- Coccocarpia palmicola — Коккокарпия лапчатая (3)
- Dendriscocaulon umhausense — Дендрискокаулон Умгаузена (3)
- Lobaria pulmonaria — Лобария легочная (2)
- Lobaria retigera — Лобария сетчатая (3)
- Lobaria scrobiculata — Лобария ямчатая (3)
- Fuscopannaria ahlneri — Фускопаннария Альнера (3)
- Heppia solorinoides — Геппия солориновидная (3)
- Leptogium asiaticum — Лептогиум азиатский (3)
- Leptogium burnetiae — Лептогиум Бурнета (3)
- Leptogium hildenbrandii — Лептогиум Гильденбранда (3)
- Lichinella nigritella — Лихинелла черноватая (3)
- Peltula radicata — Пельтула корневая (3)
- Peltula zabolotnoji — Пельтула Заболотного (3)
- Placolecis opaca — Плаколецис тусклый (3)
- Placopsis cribellans — Плакопсис мелкорешетчатый (3)
- Pyxine sorediata — Пиксина соредиальная (3)
- Stereocaulon arenarium — Пепельник песчаный (3)
- Umbilicaria pulvinaria — Умбиликария подушечковая (3)
- Normandina pulchella — Нормандина красивенькая (3)

- Clavariadelphus pistillaris — Рогатик пестиковый, или клавариадельфус пестиковый (3)
- Cordyceps militaris — Кордицепс военный (3)
- Endoptychum agaricoides — Эндоптихум агариковый (3)
- Hericium coralloides — Ежовик коралловидный (3)
- Langermannia gigantea — Лангерманния гигантская, или дождевик гигантский (3)
- Leccinum percandidum — Осиновик белый (3)
- Lentinus sulcatus — Пилолистник бороздчатый, или лентинус рыжеватый (3)
- Pleurotus dryinus — Вешенка дубовая (3)
- Lepiota lignicola — Лепиота древесинная, или чешуйница древесинная (3)
- Mutinus caninus — Мутинус собачий (3)
- Pseudoomphalina lignicola — Псевдоомфалина древесинная (3)